# Station Calella
Calella is een station van Rodalies Barcelona. Het is gelegen in de gelijknamige gemeente en wordt bediend door lijn R1.
Het station grenst aan de autoweg N-11.

## Lijnen
| Eindbestemming                          | Vorig station   | Lijn | Volgend station | Eindbestemming   |
| --------------------------------------- | --------------- | ---- | --------------- | ---------------- |
| Molins de Rei L'Hospitalet de Llobregat | Sant Pol de Mar |      | Pineda de Mar   | Maçanet-Massanes |